# Leopold Hofmann
Leopold Hofmann (31. října 1905 – 9. ledna 1976) byl rakouský fotbalový záložník. Byl reprezentantem Rakouska, byl součástí týmu na Mistrovství světa ve fotbale 1934. Na klubové úrovni hrál za First Vienna FC 1894.

## Statistiky

### Reprezentační
| Rok    | Záp. | Góly |
| ------ | ---- | ---- |
| 1925   | 1    | 0    |
| 1927   | 5    | 0    |
| 1928   | 2    | 0    |
| 1930   | 4    | 0    |
| 1931   | 2    | 0    |
| 1932   | 4    | 0    |
| 1934   | 3    | 0    |
| 1935   | 3    | 1    |
| 1936   | 1    | 0    |
| 1937   | 2    | 0    |
| Celkem | 27   | 1    |

#### Reprezentační góly
| # | Datum         | Místo                | Soupeř   | Skóre na | Výsledek | Soutěž                                 |
| - | ------------- | -------------------- | -------- | -------- | -------- | -------------------------------------- |
| 1 | 6. října 1935 | Praterstadion, Vídeň | Maďarsko | 4:4      | 4:4      | Mezinárodní pohár ve fotbale 1933–1935 |